# 保安路 (永安區)
保安路（Bao-an Rd.）為高雄市永安區的南北向重要幹道，沿途行經保寧、維新地區及烏樹林鹽田，並連結永安市區及海岸近郊，全線編號台17線。起端路竹、永安區交界，前端接大公路北往路竹區竹滬、興達港。途中連結維新路編號市道186號，可通至岡山區。末端於維仁橋北端跨越阿公店溪接彌陀區鹽埕大路。是永安區往來北高雄沿海、亦接近楠梓區右昌的重要路段之一。

## 行經行政區域
- 永安區

## 沿線設施
（由北至南）
- 烏樹林鹽田
- 台灣中油福記加油站
- 保寧社區
- 保寧社區活動中心（保安路16巷2之1號）
  - 高雄市永安區保寧社區發展協會（保寧社區活動中心內）
- 永安保寧宮 （保安路240號）
- 高雄市永安區永安國小保寧分校（保安路16巷5號）
- 全家便利商店永安保安店
- 保寧福德祠（保安路215號）
- 永安區農會（保安路106之28號）
- 高雄市永安區永安國中（保興一路3號）
- 中華電信行動通信分公司高雄營運處（保安路67號）
- 永安天文宮（保安路5巷4號）
- 台灣中油加油站永安站
- 永安南天宮（保安路47號）
- 永安液化天然氣廠聯絡道路（原名華光路）、維新路
- 萊爾富永新店（維新路155之1號）
- 維仁橋

## 公共自行車
- 高雄市公共自行車租賃系統：
  - 農漁產品展售中心：保安路106-26號
  - 永安滯洪池停車場：保安路/保安路5巷(東西側)

## 公車資訊
- 高雄客運
  - 紅79 岡山－鹽田
  - 8043 高雄火車站－台17線－茄萣
  - 紅76捷運南岡山站－橋頭車站－彌陀國小－永安區公所